# Reginald Richardson

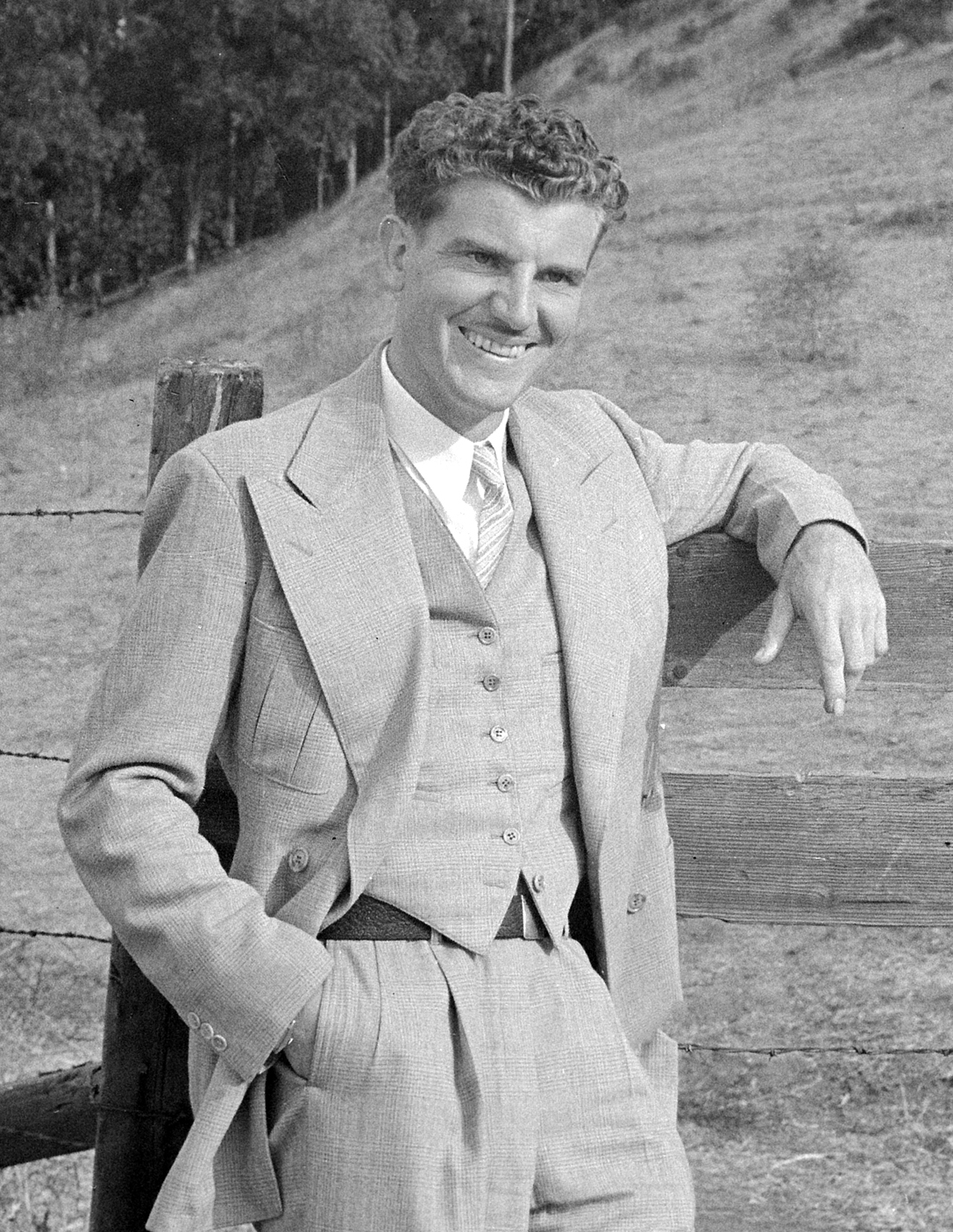
Reginald Richardson (1940)

John Reginald Richardson (* 1912 in Edmonton, Alberta, Kanada; † 25. November 1997 in Fremont (Kalifornien)) war ein kanadisch-US-amerikanischer Physiker, der sich mit Teilchenbeschleunigern beschäftigte, insbesondere der Weiterentwicklung von Zyklotronen.
Richardson wuchs zunächst in Vancouver auf, bis die Familie 1922 in die USA einwanderte. Er studierte Physik an der UCLA und wurde an der Universität Berkeley bei Ernest Orlando Lawrence 1937 in Kernphysik promoviert. Nach einem Jahr an der University of Michigan wurde er Assistant Professor an der University of Illinois, wo er an den neu eingerichteten Zyklotronen arbeitete. Ab 1942 arbeitete er an elektromagnetischer Isotopentrennung für das Manhattan Project in Berkeley und Oak Ridge (Calutron). Nach der Entdeckung der Phasenstabilisierung und des Synchrotronprinzips durch Weksler und Edwin McMillan gehörte er einer Gruppe von Physikern an, die das Konzept erstmals 1946 in einem Zyklotron in Berkeley umsetzten (mit dabei waren auch Edward Lofgren, Ken MacKenzie, Fred Schmidt, Byron Wright, Bernard Peters). 1946 baute er auch eine Zyklotron Gruppe für Kernphysik Experimente an der UCLA auf, wozu ein Zyklotron aus Berkeley dorthin gebracht und in ein Synchro-Zyklotron umgebaut wurde.
1950 gehörte er einer Gruppe an, die erstmals die Ideen von Llewellyn Thomas in größerem Maßstab umsetzten, der 1938 azimutal sektorierte Magnete vorsah, um mit Zyklotronen in höhere relativistische Energiebereiche vorzudringen. Damit wurden Elektronen bis zur Hälfte der Lichtgeschwindigkeit beschleunigt. Damals war die Entwicklung noch geheim (und wurde erst 1955 öffentlich gemacht). Unter Leitung von Richardson wurde ein 50 MeV Thomas-Zyklotron für Protonen an der UCLA gebaut, das 1962 in Betrieb ging.
Ein noch größeres Sektor-Zyklotron mit Energien bis 520 MeV wurde unter Richardsons Leitung bei TRIUMF in Vancouver gebaut. Dort war Richardson 1971 bis 1976 der Direktor des Labors, während er den Bau des Zyklotrons überwachte.
1991 erhielt er den Robert R. Wilson Prize.